# 福善寺 (匝瑳市)
福善寺（ふくぜんじ）は、千葉県匝瑳市八日市場（匝瑳郡八日市場村）にある真言宗智山派の寺院。

## 歴史
1338年（暦応元年）、定済によって開山された。
幕末期には、地元の尊王攘夷団体「真中組」の拠点になったりした。明治維新時には、水戸藩を追われた諸生党が立て籠もり、水戸藩兵によって焼き討ちに遭っている（松山戦争）。

## 文化財
- 絹本著色高野四社明神図（千葉県指定有形文化財 昭和52年3月8日指定）[4]
- 絹本著色真言八祖像（千葉県指定有形文化財 昭和53年2月28日指定）[5]
- 絹本著色十二天像（千葉県指定有形文化財 昭和53年2月28日指定）[6]
- 仏画曼荼羅（匝瑳市指定有形文化財 昭和46年1月21日指定）[7]

## 交通アクセス
- 八日市場駅より徒歩8分。